# ليو هونج
ليو هونج (بالصينية: 刘宏) هو دراج صيني، ولد في 11 مايو 1969.

## وصلات خارجية
- ليو هونج على موقع أوليمبيديا (الإنجليزية)
- ليو هونج على موقع اللجنة الأولمبية الصينية (الإنجليزية)